# Max Strecker

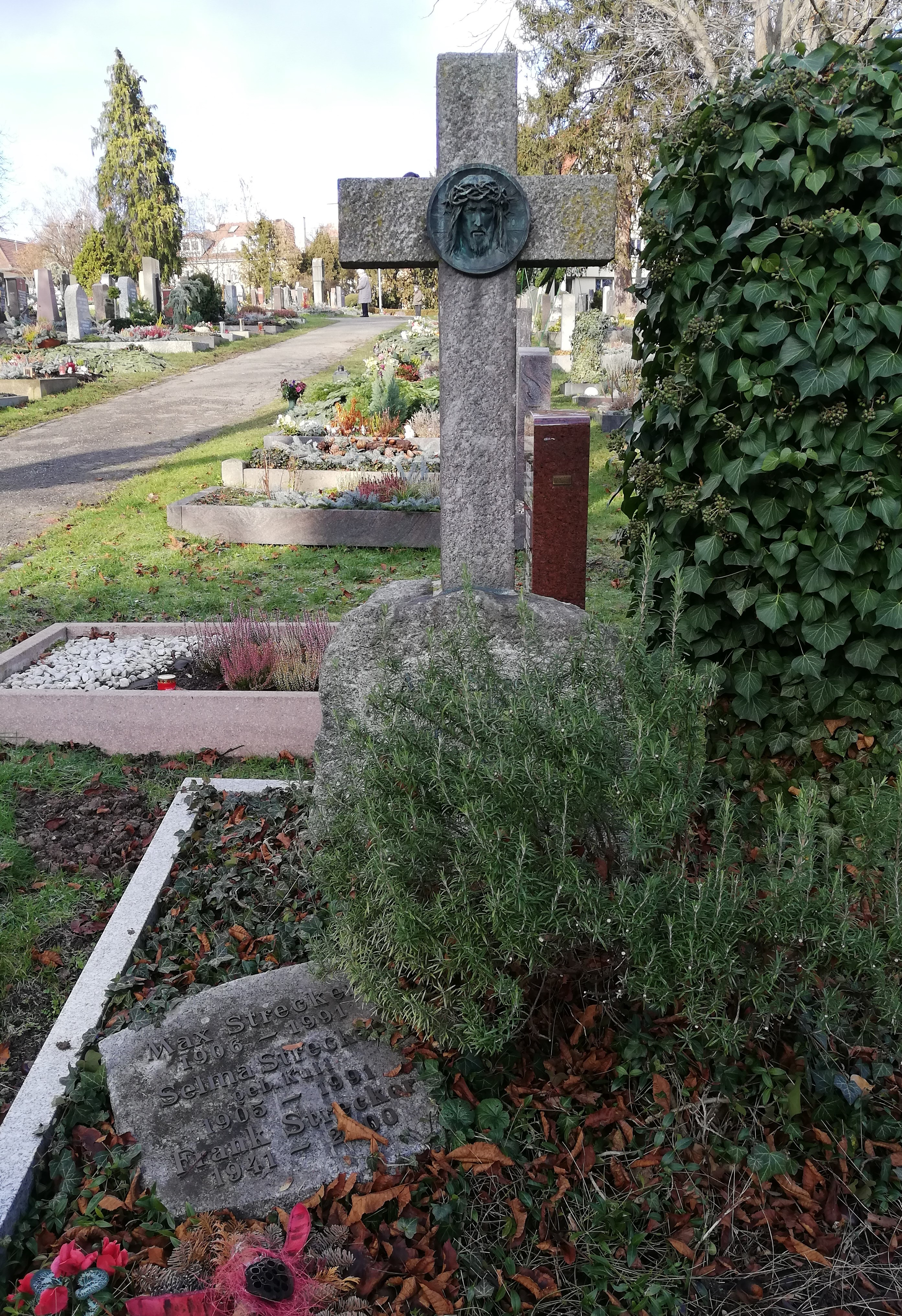
Grabstätte auf dem Stuttgarter Bergfriedhof

Max Strecker (* 8. Juli 1906 in Stuttgart; † 16. Februar 1991 in München) war ein schwäbischer Komiker, Volksschauspieler und Sänger.

## Leben
Strecker machte nach der Schule eine Ausbildung zum Schauspieler. Dann zog er mit einer Wanderbühne über Land, anschließend spielte er Theater in Stuttgart. In den 1960er-Jahren wurde er durch seine Auftritte im Fernsehen einem größeren Publikum bekannt. Eine bekannte Rolle war die des Buchhalters Münzenberger in der Familienserie Die Firma Hesselbach bzw. Familie Hesselbach.
Weitere Rollen spielte Strecker in Orden für die Wunderkinder (1963), in mehreren Tatort-Folgen sowie in der Serie Münchner Geschichten (1974). Auch verschiedene Theaterrollen verkörperte Strecker vor allem in den 1980er Jahren: Der Aufsteiger (1981), Tränen im Kakao (1982) oder Liebesgeschichten (1988).
Daneben trat Strecker in vielen Fernsehshows auf. Gemeinsam mit seinem Sohn Frank veröffentlichte er zahlreiche Schallplatten in schwäbischer Mundart (zum Beispiel Mir sen Schwoba, Schwäbische Stunde). Eine gemeinsame Langspielplatte unter dem Titel Onser Stuegert veröffentlichte Strecker auch zusammen mit seinen Kollegen Willy Reichert und Oscar Heiler.
Ferner gibt es eine CD-Reihe Tübinger Gôgen-Witze, bei der Strecker und seine Kollegen Walter Schultheiß, Dieter Eppler und andere meist etwas derbe Witze zum Besten geben.
Seine letzte Ruhestätte fand er im Familiengrab auf dem Bergfriedhof in Stuttgart, wo auch Ehefrau Selma (1905–1991) ruht.

## Familie
Strecker war verheiratet und hatte eine Tochter sowie Sohn Frank (1941–2000), der sich als Regisseur, Autor und Schauspieler einen Namen machte.

## Filmografie (Auswahl)
- 1959: Buddenbrooks
- 1960–1967: Die Firma Hesselbach und Die Familie Hesselbach
- 1963: Orden für die Wunderkinder
- 1966: Gewagtes Spiel – Der Pechvogel
- 1972: Tatort – Kennwort Fähre (Fernsehreihe)
- 1973: Tatort – Stuttgarter Blüten
- 1973: Tatort – Frauenmord
- 1973: Schwarzwaldmädel
- 1974: Drei Männer im Schnee, Regie Alfred Vohrer
- 1974: Schwarzwaldfahrt aus Liebeskummer
- 1974: Zwei himmlische Dickschädel, Regie Werner Jacobs
- 1977: Das höfliche Alptraumkrokodil, Regie Frank Strecker
- 1977: Tatort – Himmelblau mit Silberstreifen
- 1977: Der Alte – Verena und Annabelle
- 1978: Polizeiinspektion 1 – Glücksspiele
- 1984: Geschichten aus der Heimat (Fernsehserie) Folge: Bescheidenheit ist eine Zier
- 1985: Die Schwarzwaldklinik – Der Weltreisende